# Treize desserts

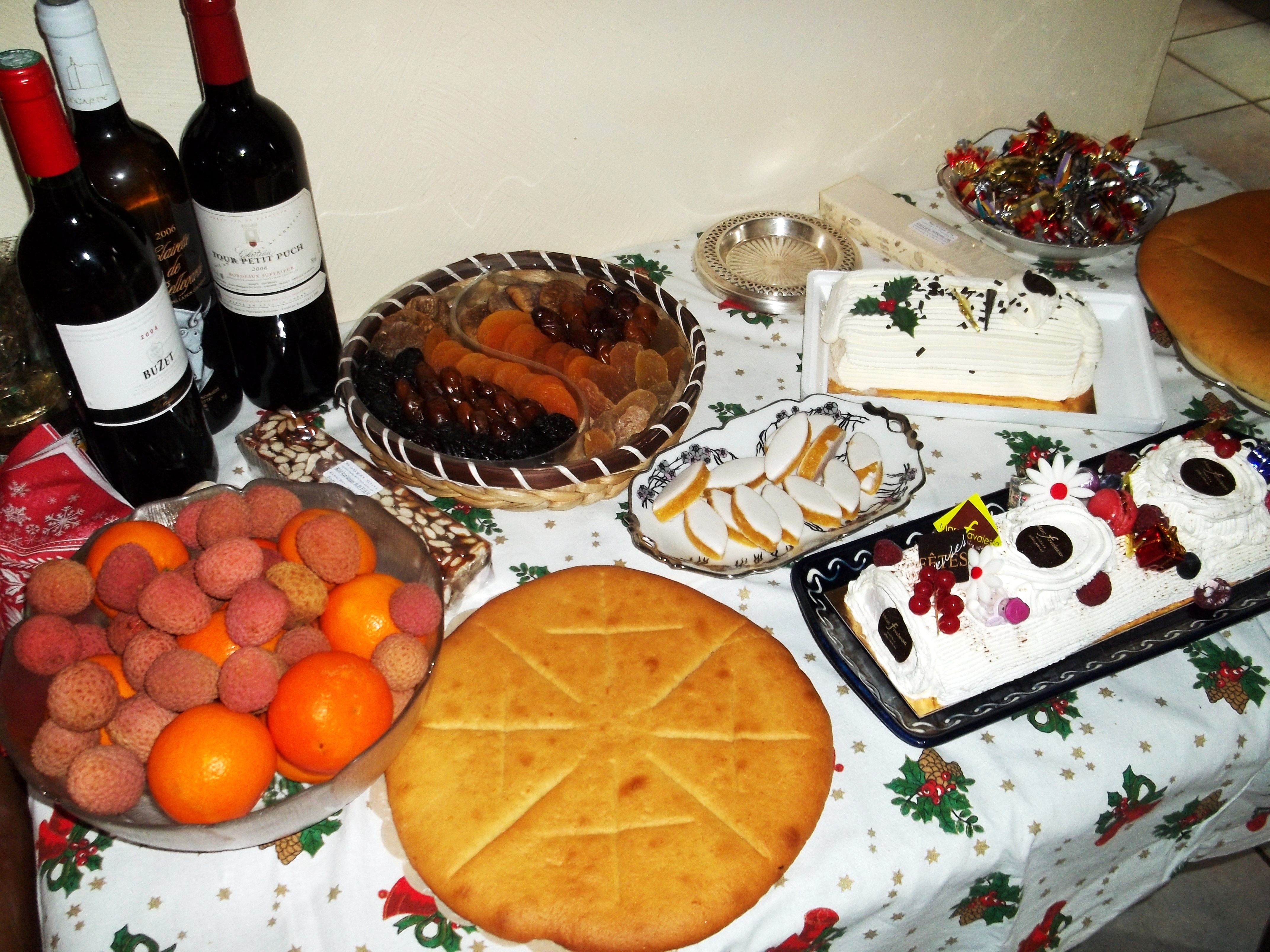
Treize desserts in de Provence

Les Treize desserts vormen onderdeel van het Provençaalse kerstdiner. Dit kerstdiner wordt afgesloten met dertien desserts, wat verwijst naar Jezus en zijn twaalf apostelen.
De eerste vier desserts bestaan uit les quatre mendiants:
- Gedroogde vijgen voor de Franciscanen
- Amandelen voor de Karmelieten
- Walnoten voor de Augustijnen
- Rozijnen voor de Dominicanen.

Dit fruit herinnert aan de habijtkleuren van de vier kloosterordes van bedelmonniken.
Hierna gekonfijt fruit zoals appel, dadels, mandarijn, meloen, peer, sinaasappel of witte druiven.
Tevens een selectie van confiseries et pâtisseries zoals calissons d'Aix (snoepjes van geglaceerde amandelen en gekonfijt fruit), gibassié (zoet brood met oranjebloesemwater), noga of pâte de coings (kweeperenpasta).
Als de mandarijn wordt gegeten mag er een wens gedaan worden en die zal in het volgende jaar uitkomen. De gibassié wordt naar Jezus' voorbeeld gebroken. Als deze gesneden zou worden zou dit een bankroet in het volgende jaar voorspellen.